# 1807 Slovakia
1807 Slovakia è un asteroide della fascia principale. Scoperto nel 1971, presenta un'orbita caratterizzata da un semiasse maggiore pari a 2,2270299 UA e da un'eccentricità di 0,1780550, inclinata di 3,48646° rispetto all'eclittica.
L'asteroide è dedicato alla Slovacchia, patria dello scopritore.